# (1591) Baize
(1591) Baize – planetoida z grupy pasa głównego asteroid okrążająca Słońce w ciągu 3 lat i 257 dni w średniej odległości 2,39 au. Została odkryta 31 maja 1951 roku w Observatoire Royal de Belgique w Uccle przez Sylvaina Arenda. Nazwa planetoidy pochodzi od Paula Baize (1901–1995), francuskiego pediatry i astronoma amatora, obserwatora gwiazd zmiennych. Przed nadaniem nazwy planetoida nosiła oznaczenie tymczasowe (1591) 1951 KA.